# ترافورد سنتر

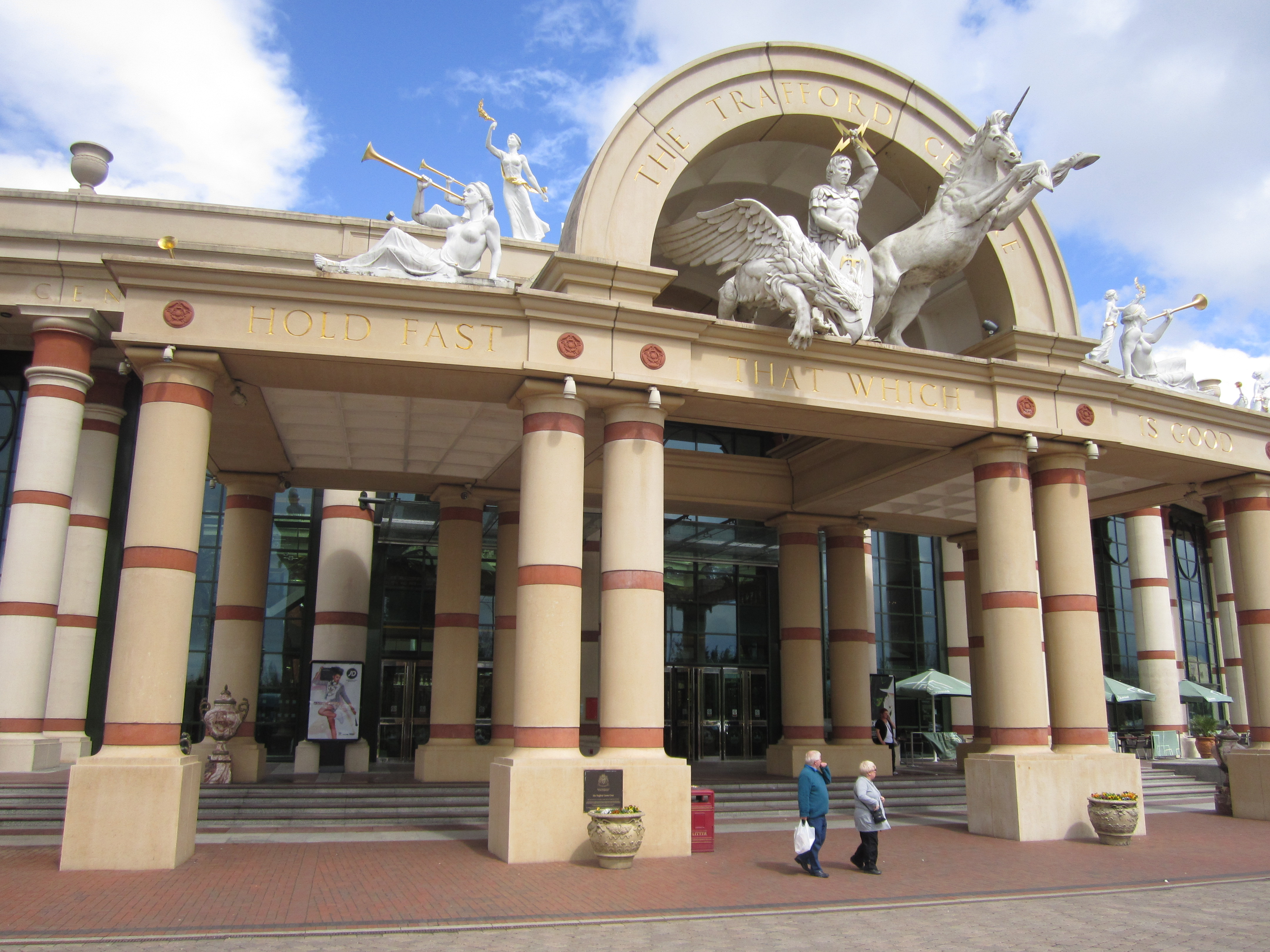
ترافورد سنتر.

ترافورد سنتر هو مركز تسوق يقع في منطقة ترافورد في مانشستر.
افتتح في أيلول/سبتمبر 1998 م. يعتبر من أكثر المراكز التجارية زيارة في العالم، حيث يزوره أكثر من 30 مليون شخص كل سنة.